# 三和镇
三和镇，是中华人民共和国安徽省淮南市田家庵区下辖的一个乡镇级行政单位。2004年7月，三和乡由合肥市长丰县划归淮南市田家庵区。2014年撤乡设镇。

## 行政区划
三和乡下辖以下地区：
洞山村、王维村、姚皋村、横塘村、舜耕村、土楼村、西瓦村、四店村、岭南村、徐洼村、大郢村、三和村、徐马村和安徽淮南高新技术产业开发区。